# アカー (フィンランド)
アカー（フィンランド語: Akaa）、ないし、アッカス（スウェーデン語: Ackas）は、フィンランドのピルカンマー県にある町、地方自治体。2007年1月1日にトイヤラの町とビーアラの自治体が合併してひとつの町になったものである。2021年12月31日には、さらにキルメコスキの自治体が合併された
再編されたこの町は、2016年3月31日の時点で人口が16,464人で、面積は314.38km2 (121.38 sq mi)、そのうち、21.24 km2 (8.20 sq mi) は水面であった。人口密度は56.16人/km2 (145.5 /sq mi) であった。
アカーは、トイヤラの町やかつてのビーアラの自治体がそうであったように、バナジャベシ湖の湖岸に位置しているが、この湖はカンタ＝ハメ県一帯やピルカンマー県南部における中心的な水路となっている。

## 国際的な関係

### 姉妹都市
アカーが姉妹都市提携をも住んでいるのは、以下の都市である。
- ノルウェー サンデ (Sande)
- スウェーデン ハルスベリ自治体 (Hallsberg Municipality)
- エストニア タパ (Tapa)